# Bit per sekund
Bit per sekund, förkortat bit/s, bps, eller b/s, är en enhet för digital överföringshastighet, det vill säga antal binära nollor och ettor som överförs per sekund. Bit är grundenheten för digital informationsmängd. 
Bit per sekund ska inte sammanblandas med antal baud, som är enheten för symbolhastighet (antal pulser per sekund eller symboler per sekund, exempelvis över ett modem). Endast vid äldre och enklare kommunikationstekniker som växlar enbart mellan två symboler eller pulsnivåer, en som representerar binär 0:a och en för 1:a, är överföringshastigehten lika med överföringshastigheten i bit/s. 
I samband med datafiler och hårddiskars kapacitet mäts informationsmängd ofta i “bytes”, där 1 byte (förkortat B) består av 8 bitar. Filöverföringshastighet mäts i det sammanhanget ofta i Byte per sekund, förkortat Byte/s, Bps eller B/s, som är en åttondel av överföringshastigheten i bit per sekund. 
Internethastighet mäts genom att identifiera hur många bitar – alltså mängd information – som överförs under en viss tid. Ju större mängd – desto snabbare uppkoppling.
För digital överföring av tal inom telefoni används 64 kilobit per sekund (kbit/s) för okomprimerat tal, som i till exempel AXE-systemet, medan komprimerat tal kan överföras vid betydligt lägre hastigheter som till exempel med mobiltelefoni där det kan räcka med 7,4 kbit/s eller till och med 4,75 kbit/s beroende på önskad kvalitet. Ett LAN har vanligtvis en kapacitet på 100 megabit per sekund (Mbit/s) eller 1 gigabit per sekund (Gbit/s). Vilka hastigheter som ska vara uppfyllda för att en anslutning ska räknas som bredband har ändrats allt eftersom utvecklingen gått framåt, från 100 megabit per sekund ända ned till 64 kilobit per sekund. Det är också vanligt med icke-symmetrisk kapacitet, till exempel att man kan hämta data med 8 megabit per sekund men bara skicka 1 megabit per sekund. Post- och Telestyrelsen räknar just 1 megabit per sekund (1 Mbit/s) som lägsta hastighet för kvalitetsnivån grundläggande internet.
Som komplement till överföringshastigheten anger man latens, som är den tid som behövs för att ett meddelande ska gå hela vägen fram och ett svar tillbaks. Beroende på kommunikationens art kan endera vara avgörande för hur snabb förbindelsen verkar (vid överföring av stora filer är hastigheten avgörande, vid interaktiv användning med små datapaket är latensen avgörande).
Hastigheten kbit/s används inte enbart för överföringshastighet inom telefoni och data, utan även när det gäller olika sorters komprimering av musik och annat ljud till exempel för lagring på dator eller på CD. Så jämförs ofta populära koderingsformat som MP3 eller AAC där hastigheter som 128 kbit/s eller 256 kbit/s är vanliga mått på ljudkvaliteten.